# Айдаров Бекбо
Бекбо Айдаров (1908, Талканська волость Семиріченської області, тепер Жайильського району Чуйської області, Киргизстан — ?) — киргизький радянський діяч, 1-й секретар Тянь-Шаньського обласного комітету КП(б) Киргизії. 

## Біографія
Народився в селянській родині. 
З 1930 до 1934 року служив у Киргизькому національному кавалерійському полку Червоної армії.
Член ВКП(б) з 1932 року.
Потім перебував на відповідальній радянській та партійній роботі. 
До листопада 1940 року — голова виконавчого комітету Джалал-Абадської обласної ради депутатів трудящих .
З листопада 1940 року — 2-й секретар Джалал-Абадського обласного комітету КП(б) Киргизії.
У 1942—1943 роках — 1-й секретар Тянь-Шаньського обласного комітету КП(б) Киргизії.
Подальша доля невідома.